# Тлогоб
Тлогоб — село в Гунибском районе Дагестана. Административный центр Тлогобского сельсовета.

## География
Село находится на реке Кудиябор, на расстоянии 13 км к северо-западу от села Гуниб, административного центра района.

## Население
| 1926 | 1939 | 1970 | 1989 | 2002 | 2010 | 2021 |
| ---- | ---- | ---- | ---- | ---- | ---- | ---- |
| 140  | ↘75  | ↗167 | ↘131 | ↗182 | ↗215 | ↗311 |